# Festival Internacional del Nuevo Cine Latinoamericano de La Habana
El Festival Internacional del Nuevo Cine Latinoamericano de La Habana se inauguró el 3 de diciembre de 1979. Para la primera edición se convocaron más de 600 cineastas latinoamericanos, convocados por la ICAIC (Instituto Cubano del Arte e Industria Cinematográficos). El premio entregado por el festival es el Gran Premio Coral, símbolo tomado de los grandes arrecifes de coral que pueblan el Mar Caribe.
La fama del festival recae en su intención de servir de plataforma a aquellas producciones que sufren del anonimato internacional (en primera instancia, por la industrial producción de Hollywood), y de ser uno de los festivales más importantes de cine latinoamericano.

## Historia
En el año de 1967, el Festival de La Habana materializó los sueños de un grupo de destacados cineastas del continente quienes dejaron plasmada la existencia de un nuevo cine latinoamericano y la tarea de trabajar por el incremento de su difusión, sobre la base de objetivos ideológicos y culturales.
La visión de las películas allí presentadas, provenientes de varios países de Latinoamérica, permitieron profundizar colectivamente, por primera vez, en el ordenamiento y coherencia de puntos comunes y objetivos a alcanzar con el nuevo cine que se gestaba.
Desde su fundación el Festival se propuso reconocer y difundir las obras cinematográficas que contribuyan, al enriquecimiento y reafirmación de la identidad cultural latinoamericana y caribeña, su programación comprende una amplia y representativa muestra de cine contemporáneo proveniente del resto del mundo.
Su fundador fue Alfredo Guevara, que en el momento de su fallecimiento, el viernes 19 de abril de 2013, ostentaba el cargo de presidente del evento.
Una de las cosas que identifica al festival es su tema musical. El tema musical se titula Desde la Aldea y es obra del destacado músico, compositor y pianista José María Vitier. Originalmente el tema fue compuesto para la banda sonora de la serie La frontera del deber. Comenzó a formar parte del festival desde la edición de 1990. Fue escogido porque "sonaba muy latinoamericano".
Durante la pandemia de COVID-19, la edición 42° de este festival se realizó de manera presencial y dividido en dos etapas: la primera del 3 al 13 de diciembre del 2020 y la segunda del 11 al 21 de marzo del 2021. Sobre esta decisión, el presidente del evento, Iván Giroud, comentó que "“el Festival se hacía presencial o no se hacía (…) porque el Festival para nosotros es el espacio donde coincide la obra, el cineasta, el público (…) También a nuestro favor está que el Covid en Cuba está bastante controlado”.

## Gran Premio Coral - Primer Premio
| Año             | Título original                   | Director                                 | País      |       |
| --------------- | --------------------------------- | ---------------------------------------- | --------- | ----- |
| 1979 (ex aequo) | Coronel Delmiro Gouveia           | Geraldo Sarno                            | Brasil    |       |
| 1979 (ex aequo) | Maluala                           | Sergio Giral                             | Cuba      |       |
| 1980            | Gaijin - Os Caminhos da Liberdade | Tizuka Yamasaki                          | Brasil    |       |
| 1981            | Eles Não Usam Black-Tie           | Leon Hirszman                            | Brasil    |       |
| 1982            | Tiempo de revancha                | Adolfo Aristarain                        | Argentina |       |
| 1983            | Hasta cierto punto                | Tomás Gutiérrez Alea                     | Cuba      |       |
| 1984            | Memórias do Cárcere               | Nelson Pereira dos Santos                | Brasil    |       |
| 1985 (ex aequo) | El exilio de Gardel (Tangos)      | Fernando Solanas                         | Argentina |       |
| 1985 (ex aequo) | Frida, naturaleza viva            | Paul Leduc                               | México    |       |
| 1986            | A Hora da Estrela                 | Suzana Amaral                            | Brasil    |       |
| 1987            | La película del rey               | Carlos Sorín                             | Argentina |       |
| 1988            | Sur                               | Fernando Solanas                         | Argentina |       |
| 1989            | Últimas imágenes del naufragio    | Eliseo Subiela                           | Argentina |       |
| 1990            | Hello Hemingway                   | Fernando Pérez                           | Cuba      |       |
| 1991            | Jericó                            | Luis Alberto Lamata                      | Venezuela |       |
| 1992            | La tarea prohibida                | Jaime Humberto Hermosillo                | México    |       |
| 1993            | Fresa y chocolate                 | Tomás Gutiérrez Alea y Juan Carlos Tabío | Cuba      |       |
| 1994            | Principio y fin                   | Arturo Ripstein                          | México    |       |
| 1995            | El callejón de los milagros       | Jorge Fons                               | México    |       |
| 1996            | Profundo carmesí                  | Arturo Ripstein                          | México    |       |
| 1997            | Martín (Hache)                    | Adolfo Aristarain                        | Argentina |       |
| 1998            | La vida es silbar                 | Fernando Pérez                           | Cuba      |       |
| 1999            | Garage Olimpo                     | Marco Bechis                             | Argentina |       |
| 2000            | Eu, Tu, Eles                      | Andrucha Waddington                      | Brasil    |       |
| 2001            | La ciénaga                        | Lucrecia Martel                          | Argentina |       |
| 2002 (ex aequo) | Ciudad de Dios                    | Fernando Meirelles y Kátia Lund          | Brasil    |       |
| 2002 (ex aequo) | Tan de repente                    | Diego Lerman                             | Argentina |       |
| 2003            | Suite Habana                      | Fernando Pérez                           | Cuba      |       |
| 2004            | Whisky                            | Juan Pablo Rebella y Pablo Stoll         | Uruguay   |       |
| 2005            | Iluminados por el fuego           | Tristán Bauer                            | Argentina |       |
| 2006            | O Céu de Suely                    | Karim Aïnouz                             | Brasil    |       |
| 2007            | Luz silenciosa                    | Carlos Reygadas                          | México    |       |
| 2008            | Tony Manero                       | Pablo Larraín                            | Chile     |       |
| 2009            | La teta asustada                  | Claudia Llosa                            | Perú      |       |
| 2010            | La vida útil                      | Federico Veiroj                          | Uruguay   |       |
| 2011            | El infierno                       | Luis Estrada                             | México    |       |
| 2012            | No                                | Pablo Larraín                            | Chile     |       |
| 2013            | Heli                              | Amat Escalante                           | México    |       |
| 2014            | Conducta                          | Ernesto Daranas                          | Cuba      |       |
| 2015            | El club                           | Pablo Larraín                            | Chile     |       |
| 2016            | Desierto                          | Jonás Cuarón                             | México    |       |
| 2017            | Alanis                            | Anahí Berneri                            | Argentina |       |
| 2018            | Pájaros de verano                 | Ciro Guerra y Cristina Gallego           | Colombia  |       |
| 2019            | Los sonámbulos                    | Paula Hernández                          | Argentina |       |
| 2021            | Pacificado                        | Paxton Tyrone Winters                    | Brasil    | [ 2 ] |
| 2022            | El gran movimiento                | Kiro Russo                               | Bolivia   |       |
| 2023            | Pendiente                         | Pendiente                                | Pendiente |       |

## Ganadores

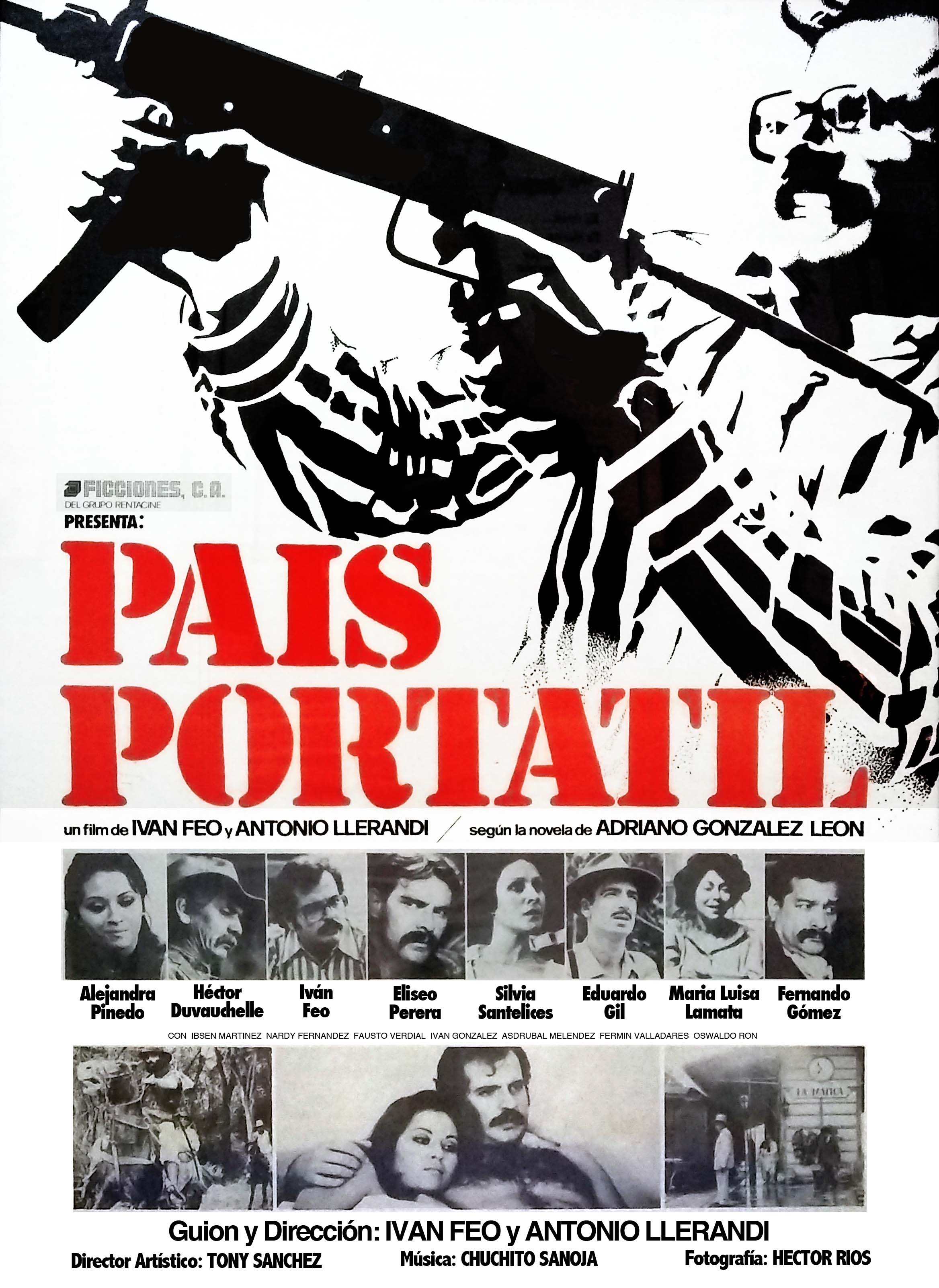
País portátil, de Iván Feo y Antonio Llerandi.

### Ficción
- Gran Premio Coral:[3] (ex aequeo) Coronel Delmiro Gouveia, de Geraldo Sarno (Brasil) y Maluala, de Sergio Giral (Cuba)
- Premio Especial del Jurado: País portátil, de Iván Feo y Antonio Llerandi (Venezuela)

### Documental
- Gran Premio Coral: La batalla de Chile, de Patricio Guzmán (Chile)
- Mención Especial: País verde y herido, de Jorge Denti (Uruguay); Recado de Chile, Anónimo Chile; Las triple AAA son las tres armas, de Cine de la base (Argentina)
- Premio Coral al conjunto de documentales de la Resistencia en el Cono Sur: Esta voz entre muchas, de Humberto Ríos (Argentina)
- Mención Especial: ABC del etnocidio, notas sobre el Mezquital, de Paul Leduc (México); Ayiti, min chimin liberté, de Arnold Antonin (Haití); La infancia de Marisol y Douglas y Jorge, de Bernabé Hernández (Cuba); Etiopía, diario de una victoria, de Miguel Fleitas (Cuba); Los puños frente al cañón, de Orlando Lübbert y Gastón Ancelovici (Chile) y Greve, de Joâo Batista de Andrade (Brasil)

### Animación
- Gran Premio Coral: Elpidio Valdés, de Juan Padrón (Cuba)
- Premio Coral: El cuatro de hojalata, de Alberto Monteagudo (Venezuela); y La persecución de Pancho Villa, de Grupo Cine Sur (México, Argentina)

### Otras Categorías
- Premio Saúl Yelín, del Comité de Cineastas de América Latina: Primer Noticiero INCINE, de Frank Pineda y Ramiro Lacayo (Nicaragua)
- Premio Caracol, de la Unión de Escritores y Artistas de Cuba: Raíces de sangre, de Jesús Treviño (Estados Unidos, cine chicano)
- Premio La Edad de Oro, de la Unión de Pioneros «José Martí»: En la selva hay mucho por hacer, de Grupo Experimental de Cine (Uruguay)

### XXV Edición (2003)
- Primer Premio Coral: Suite Habana de Fernando Pérez (Cuba)
- Premio Especial del Jurado: Carandirú, de Héctor Babenco (Brasil)
- Segundo Premio Coral: B-Happy, de Gonzalo Justiniano (Chile)
- Tercer Premio Coral: Kamchatka, de Marcelo Piñeyro (Argentina)
- Premio Corales de Honor: Leo Brouwer (Cuba), Konstantinos Costa Gavras (Grecia), Nelson Rodríguez (Cuba)
- Mejor Dirección: Fernando Pérez, por Suite Habana (Cuba)
- Mejor Actriz: Manuela Martelli de B-Happy (Chile)
- Mejor Actor: Lázaro Ramos de El hombre que copiaba (Brasil)
- Mejor Guion: Marcelo Piñeyro, por Kamchatka (Argentina)
- Mejor Fotografía: Walter Carvalho, por Amarelo Manga (Brasil); Mención: Willi Behnisch, por Extraño (Argentina)
- Mejor Montaje: Alex Zito, por Hoy y mañana (Argentina)
- Mejor Dirección de arte: Kiti Duarte, por El hombre del año (Brasil)
- Mejor Música: Edesio Alejandro y Ernesto Cisneros, por Suite Habana (Cuba)
- Mejor Banda Sonora: Edesio Alejandro y Fernando Pérez, por Suite Habana (Cuba)
- Mejor Cortometraje de Ficción: La cumbre, de Jorge Fons (México) y Masimetiro, de Sebastián Carreras (Argentina)

### XXXII Edición (2010)
- Primer Premio Coral: La vida útil de Federico Veiroj (Uruguay)
- Premio Especial del Jurado: La mirada invisible de Diego Lerman (Argentina, Francia, España)
- Segundo Premio Coral: Post Mortem de Pablo Larraín (Chile, México, Alemania)
- Tercer Premio Coral: Las buenas hierbas de María Novaro (México)
- Mejor Dirección: Fernando Pérez por José Martí: el Ojo del Canario (Cuba, España)
- Mejor Actriz: Antonia Zegers por Post Mortem (Chile, México, Alemania)
- Mejor Actor: Alfredo Castro por Post Mortem (Chile, México, Alemania)
- Mejor Guion: Pablo Larraín y Mateo Iribarren por Post Mortem (Chile, México, Alemania)
- Mejor Fotografía: Damián García por Chicogrande (México)
- Mejor Montaje: Eliane Katz por Por tu culpa (Argentina, Francia)
- Mejor Dirección de arte: Erick Grass por José Martí: el Ojo del Canario (Cuba, España)
- Mejor Música: Santiago Chávez y Judith de León por Las buenas hierbas (México)
- Mejor Banda Sonora: Raúl Locatelli y Daniel Yafalián por La vida útil (Uruguay)
- Mejor Cortometraje de Ficción: Los bañistas de Carlos Lechuga (Cuba)
- Mejor Cortometraje Animado: Sambatown de Cadu Macedo (Brasil)
- 2º Mejor Cortometraje Animado: Marcela de Gastón Siriczman (Argentina)

### XXXIII Edición (2011)
El 33 Festival Internacional del Nuevo Cine Latinoamericano tuvo lugar en La Habana, del 1 al 11 de diciembre de 2011.
Con sede en los cines habituales: Acapulco, Payret, Rampa, Yara, Riviera, Chaplin, 23 y 12, Infanta, la Casa del Festival y la Sala Glauber Rocha de la Fundación del Nuevo Cine Latinoamericano.
En su trigésima tercera edición, el Festival Internacional del Nuevo Cine Latinoamericano de La Habana espera recorrer las principales salas de toda Cuba, siendo Matanzas la principal subsede. La inauguración del festival, que se realizó en el teatro habanero Karl Marx, comenzó con la proyección de la cinta "Un cuento Chino", del director argentino Sebastián Borensztein, y serán rodados cerca de 500 filmes de 46 naciones. Durante la apertura del festival se saludó la creación de la CELAC, en palabras del propio director del certamen, Alfredo Guevara, lo declaró abierto como “un gran taller de la imagen y su pensamiento” y “un aporte a esa CELAC del cine que también llegará”.
Los homenajes no faltaron, en esta ocasión fueron verdaderas presentaciones especiales con el agasajo a Humberto Solás en su 70 aniversario y un homenaje a Gabriel García Márquez. Así como los habituales seminarios y talleres que en esta ocasión cabe destacar que el espacio “Puentes y más puentes” trae consigo el diálogo enfocado a “La realidad de la frontera versus la soledad del migrante” y “La decisión y el viaje: correlatos fílmicos”, con la presencia de destacados cineastas, músicos y escritores.
El Comité Organizador informó que Argentina con 18 materiales, Brasil con 25, México con 24 y Cuba encabezan la lista en documentales, medio y cortometrajes.
Entre los competidores estarán unos 30 documentalistas de 12 países, la mayoría de México y Brasil, y 20 realizadores de medio y cortometraje. Los organizadores prevén la exhibición de más de 40 películas —21 de realizadores noveles— de 10 naciones.
Una de las propuestas más esperadas de esta edición será el estreno del filme “Siete días en La Habana”, cuyo guion fue coordinado por el escritor cubano Leonardo Padura y sus rodajes se realizaron en la capital cubana este año. También será presentada una entrevista a modo de documental que fue hecha a Fidel Castro en 1959, cuyo título es “El día más largo”, de la directora cubana Rebeca Chávez.

### Muestra de Cine Dominicano en la Edición XXXIII
En esta edición se presentó por primera vez una muestra de Cine Contemporáneo Dominicano
En el ciclo se proyectaron ocho largometrajes, junto a 14 cortometrajes documentales y de ficción, y se inició con la proyección de "La Hija Natural", de Leticia Tonos, a cargo de su protagonista Julietta Rodríguez.
Completaron el ciclo, las películas "Trópico de Sangre", "La Soga", "Bosch, Presidente en la Frontera Imperial", "Hermafrodita", "Tres al Rescate", "Jean Gentil" y "Lotoman", una selección que busca demostrar la interesante diversidad temática y de logros de producción del cine dominicano contemporáneo.
El ciclo de películas dominicanas logró un gran respaldo del público cubano y de los invitados internacionales, incluyendo directores y productores de otras naciones, con salas cargadas de gente que se sorprende del avance logrado en poco tiempo por la industria cinematográfica quisqueyana.

#### Temas Centrales XXXIII Edición
- Incentivos para la producción audiovisual para niñas, niños y adolescentes en América Latina y el Caribe.
- Posibilidades de difusión y distribución.
- La integración latinoamericana y caribeña desde los canales de televisión. Ámbitos nacionales y regionales.
- Panel: La Alianza Latinoamericana –ALA– como espacio de intercambios de programas televisivos de calidad.
- Los Festivales del audiovisual para la niñez y la juventud y la creación de redes.
- Panel: La Red de Festivales Ciniño: una propuesta de integración Iberoamericana.
- Paradigmas y modelos de Educación para la Comunicación en el Siglo XXI.
- La Convención sobre los Derechos de la Niñez y la participación activa de niñas, niños y adolescentes en los procesos de comunicación.
- Se realizarán, además, talleres impartidos por prestigiosos especialistas latinoamericanos y europeos.[12]

#### Jurado XXXIII Edición
El jurado en la categoría de ficción se destaca por la presencia de la actriz brasileña Patricia Pillar, el narrador y guionista cinematográfico Senel Paz, el productor, guionista y profesor Ramón Almodóvar, asimismo Orlando Lübbert de Chile, Santiago Losa de Argentina y la cineasta cubana Rebeca Chávez.

#### Premios por Categorías XXXIII Edición
- Premio de la Asociación de Cine, Radio y Televisión de la Unión de Escritores y Artistas de Cuba (UNEAC): La piscina (Cuba, Venezuela), de Carlos Enrique Machado

- Premio otorgado por el Círculo de Periodistas de Cultura de la Unión de Periodistas de Cuba (UPEC): Habanastation (Cuba), de Ian Padrón

- Premio de la Asociación Cubana de la Prensa Cinematográfica: Las acacias (Argentina, España), de Pablo Giorgelli

- Premio Caminos, otorgado por el Centro Memorial Martin Luther King: En el nombre de la hija (Ecuador, Colombia), de Tania Hermida

- Premio de la Revista Revolución y Cultura: Loipa, existencia en plenitud (Cuba), de Gloria Argüelles

- Premio El Mégano, otorgado por la Federación Nacional de Cine Clubes: Fabula (Cuba), de Lester Hamlet

- Premio documental Memoria, otorgado por el Centro Cultural Pablo de la Torriente Brau: Abuelos ( Ecuador, Chile), de Carla Valencia Dávila

- Premio Roque Dalton, otorgado por Radio Habana Cuba: Tropa de Elite 2 - O inimigo agora é outro (Brasil), de José Padilha

- Premio CINED, otorgado por Cinematografía EDUCATIVA: La más hermosa cosa del mundo(Cuba), de Jorge Perugorría

- Premio Vigía, otorgado por la sub-sede de Matanzas: Habanastation (Cuba), de Ian Padrón

- Premio de la UNICEF: Habanastation (Cuba), de Ian Padrón

- Premio Glauber Rocha, de la Agencia de Noticias Prensa Latina: Habanastation (Cuba), de Ian Padrón

- Premio Cibervoto del Portal del Cine y el Audiovisual Latinoamericano y Caribeño, de la Fundación del Nuevo Cine Latinoamericano:

- Largometraje de Ficción: Un cuento chino (Argentina, España), de Sebastián Borensztein

- Ópera Prima: Habanastation (Cuba), de Ian Padrón

- Mediometraje o corto de ficción: Tela (Brasil), de Carlos Nader

- Documental: Os últimos cangaceiros (Brasil), de Wolney Oliveira

- Animado: Wajiros (Cuba), de Ernesto Piña Rodríguez